# 스탠리 스미스 스티븐스
스탠리 스미스 스티븐스(Stanley Smith Stevens, 1906년 11월 4일 ~ 1973년 1월 18일)는 미국의 심리학자이다.

## 생애
하버드 대학교의 PAL를 설립하여 심리음향학을 연구했으며, 스티븐스의 멱 법칙을 개념화하고 이를 도입한 공로를 인정 받았다. 스티븐스(Stevens)는 1,400 페이지 이상의 실험 심리학 핸드북이라는 마일스톤 교과서를 저술했다. 또한 전 세계의 실험 심리학자 협회인 사이코노믹 학회의 창립 및 조직자 중 한 명이었다. 1946년 과학자들이 널리 사용하는 측정 수준 이론을 도입했지만 일부 통계 분야에서 비판을 받기도 했었다. 또한 스티븐스는 심리학에서 조작적 정의에 대한 사용 및 개발에 중요한 역할을 했다.
2002년에 발표된 제너럴 심리학 리뷰의 조사에서는 스티븐스를 20세기에 가장 많이 인용된 심리학자 52위로 선정했다.

## 같이 보기
- 베버-페히너의 법칙
- 명목척도